# Дворец детского и юношеского творчества (Ижевск)
Дворец детского (юношеского) творчества — учреждение дополнительного образования детей в Ижевске. Расположен по адресу ул. Кирова, д. 17.

## История
Дом пионеров был основан в Ижевске в 1953 году. До 1980 года учреждение располагалось в здании по адресу ул. Кирова, д. 128, которое ныне занимает Музей изобразительных искусств. В 1980 году по проекту Д. Ф. Калабина было построено новое здание, куда переместилось учреждение.
С 1986 года Дворец детского и юношеского творчества возглавлял народный учитель Удмуртской Республики Ю. И. Машенин.
В парке около здания ДД(Ю)Т в 2009 году открыли Памятник воину-интернационалисту.

## Деятельность
Дворец детского (юношеского) творчества реализует более 100 образовательных программ по различным направлениям: художественное, спортивно-техническое, научно-техническое, естественно-научное, туристско-краеведческое, физкультурно-спортивное и другим. Во дворце действуют театральные и хореографические коллективы и клубы по интересам. Общее количество учащихся превышает 7000 человек.
На базе ДД(Ю)Т работает Музей истории комсомола и пионерии Удмуртии, созданный в 1981 году. Дворец является штаб-квартирой НОУ «Мысль», Ассоциации скаутов Удмуртии, движения «Содружество» и клуба «Ритм».
По состоянию на 2013 год, дворец является крупнейшим учреждением дополнительного образования детей в Ижевске и Удмуртии.

## Награды
В 2002 году коллектив ДД(Ю)Т был награждён Почётной грамотой Правительства Удмуртии.